# Хлопкин, Николай Сидорович
Никола́й Си́дорович Хло́пкин (9 августа 1923, село Ильинка, Владимирская губерния — 19 декабря 2012, Москва) — советский и российский учёный, доктор технических наук, специалист в области ядерной энергетики и теплофизики, член-корреспондент АН СССР (1976), академик РАН (1992), заместитель научного руководителя Института атомной энергии имени И. В. Курчатова. Герой Социалистического Труда (1977).

## Биография
Николай Хлопкин родился 9 августа 1923 года в семье бухгалтера. По национальности — русский. В 1940 году, после окончания сельских начальной и средней школы, поступил в Московский энергетический институт. С началом Великой Отечественной войны в июле — октябре 1941 года трудился на строительстве оборонительных укреплений под Вязьмой, а затем вместе с институтом был эвакуирован в город Лениногорск Восточно-Казахстанской области. В феврале 1942 года Николай Хлопкин был призван в Красную Армию. В 1942 году окончил Тамбовское военно-пехотное училище, дислоцированное в городе Семипалатинске Казахской ССР.
С августа 1942 года, после окончания училища, младший лейтенант Хлопкин воевал на Воронежском фронте в должности командира стрелкового взвода. В декабре 1942 года получил тяжелое ранение в бедро, после чего свыше года провёл в госпиталях. С января 1944 года вновь был направлен на фронт, служил помощником командира 1035-го стрелкового полка 289-й стрелковой дивизии на 1-м Украинском фронте. В этой должности Хлопкин воевал до самого дня Победы, участвовал в Проскуровско-Черновицкой, Львовско-Сандомирской, Висло-Одерской, Нижнесилезской, Берлинской наступательных операциях. Окончил войну в Берлине в звании капитана.
В октябре 1945 года Николай Сидорович был уволен из Красной Армии по инвалидности, в связи с открытием старых фронтовых ран на ноге. После этого он вернулся в Москву и продолжил обучение в институте, в котором учился до войны. В том же году вступил в ВКП(б). В 1950 году Хлопкин окончил Московский энергетический институт по специальности «Теплофизика».
С 1949 года Николай Хлопкин работает в Институте атомной энергии, изначально в качестве лаборанта, а с 1950 года — в должности инженера-конструктора.
В 1949—1952 годах Хлопкин вёл экспериментальные работы по повышению работоспособности топливных элементов промышленных реакторов. В 1952 году он включился в исследования по морским ядерным энергетическим установкам (МЯЭУ), и уже в 1953 году был назначен руководителем специальной группы по данному вопросу. С 1960 года Хлопкин работает старшим научным сотрудником, с 1963 года — заведующим лабораторией того же института. В 1962 году назначен заместителем научного руководителя Института атомной энергии имени И. В. Курчатова. Большое влияние на Николая Сидоровича, как на учёного и конструктора, оказал академик, трижды Герой Социалистического Труда А. П. Александров, заместителем которого Хлопкин был на протяжении 25 лет.
Николай Сидорович являлся активнейшим участником работ по конструированию морской ядерной энергетической установки первого советского атомного ледокола «Ленин». Впоследствии под его руководством созданы несколько МЯЭУ для атомных подводных лодок, атомных ледоколов, тяжелого атомного крейсера «Киров» и некоторых других военных и гражданских судов. В 1988—2002 годах Николай Сидорович являлся научным руководителем по направлению «морские ядерные энергетические установки» с реакторами с водой под давлением, разрабатываемые с участием Курчатовского института. Хлопкин внёс большой вклад в создание нескольких поколений их для ВМФ и гражданского флота, а также в расширении областей их применения.
Николай Хлопкин скончался 19 декабря 2012 года в Москве, на 90-м году жизни. Гражданская панихида состоялась 21 декабря в Доме культуры Курчатовского института. Похоронен на Красногорском кладбище.

## Ученые звания
- Кандидат технических наук (1956)
- Доктор технических наук (1968)
- Член-корреспондент АН СССР (1976)
- Действительный член РАН (1992)

## Награды

### Награды СССР и России
- Герой Социалистического Труда (1977)
- 2 ордена Ленина (1970, 1977)
- орден Отечественной войны I степени (11 марта 1985)
- орден Отечественной войны II степени
- 2 ордена Красной Звезды
- орден «Знак Почёта» (1954)
- медаль «За победу над Германией в Великой Отечественной войне 1941-1945 гг.»
- медаль «В ознаменование 100-летия со дня рождения Владимира Ильича Ленина»
- медаль «Ветеран труда»
- медаль «300 лет Российскому флоту»
- прочие медали
- лауреат Ленинской премии (1960)
- лауреат Государственной премии СССР (1985)

### Прочее
- Золотая медаль имени А. П. Александрова РАН (2003)